# Rhopalomyia potanini
Rhopalomyia potanini är en tvåvingeart som beskrevs av Fedotova 1999. Rhopalomyia potanini ingår i släktet Rhopalomyia och familjen gallmyggor. Inga underarter finns listade i Catalogue of Life.